# إن إيدت
أن إيدت (بالإنجليزية: NEdit)‏ هو محرر نصوص ينتمي لعائلة البرمجيات الحرة والمفتوحة المصدر وهو مخصص لكتابة الشيفرة المصدرية لبرامج الحاسوب على المنصات التي تدعم نظام النافذة إكس، ويتميز بوجود واجهة مستخدم مشابهة لمحررات النصوص التي تعمل على أنظمة ميكروسوفت ويندوز وماكينتوش، تم تطويره في البداية على يد مارك إديل لمصلحة مختبرات فيرميلاب وفي ذلك الوقت تم إدراجه تحت نصوص رخصة استخدام مقيدة، ولكن اليوم يتم توزيعه تحت شروط رخصة جنو العمومية وقد أقدم على تطويره بعد ذلك فريق من المطورين كمشروع مستقل ومفتوح المصدر.

## المزايا والوظائف
يمتاز أن إديت بقابليته للتمدد والتوسع في الوظائف والإضافات وذلك من خلال لغة ماكرو شبيهة بلغة سي ومن بعض وظائفه ومزاياه:
- دعم الإزاحة التلقائية.
- دعم تمييز أو تعليم الصيغة لمجموعة واسعة من لغات البرمجة.
- دعم معالجة الملفات الكشفية التي يقوم أمر "ctags" بتوليدها.

ومن الجدير بالذكر أن واجهة المستخدم تم بناءها باستخدام مكتبة موتيف البرمجية مما قاد المحرر إلى نجاح مع قائمة عريضة من منصات يونكس الاحتكارية التي تستخدم نفس المكتبة البرمجية، وللتوافقية مع فلسفة المصدر المفتوح فقد تم إيجاد البديل لهذه المكتبة وهي مكتبة ليس تيف البرمجية.
لم يتم إصدار أي نسخ أخرى من أن إديت منذ إطلاق النسخة 5.5 في عام 2004، وفي عام 2010 تم توقيف التطوير عليه حيث كان يستضاف على منصة سورس فورج وفي شهر أكتوبر من العام 2012 يبدو أن المشروع لم يعد قائما.